# 猝滅
猝滅在天文學中是一個星系失去冷氣體，從而強烈抑制恆星形成的過程。有證據表明活躍的超大質量黑洞驅動了這個過程。
在星系顏色-星等圖上，一個常見的演化路徑可能是從一個有很多恆星形成的藍色螺旋星系開始。位於其中新的黑洞可能開始快速增長，卻不知何故使星系猝滅，星系相對快速地通過"綠谷"，最後變得更紅。